# Élection présidentielle américaine de 1976 en Iowa
 (septembre 2024).
L'élection présidentielle américaine de 1976 en Iowa a lieu le 2 novembre 1976 comme dans les 49 autres États qui composent les États-Unis. Les électeurs iowiens choisissent des grands électeurs pour les représenter dans le collège électoral à travers un vote populaire. L'Iowa dispose en 1976 de 8 grands électeurs. L'État donne l'ensemble de ses grands électeurs au candidat du Parti républicain, le président sortant Gerald Ford. 
Le candidat vainqueur de ce scrutin dans tout le pays sera néanmoins le candidat démocrate Jimmy Carter, qui occupera la présidence des États-Unis pour un unique mandat du 20 janvier 1977 au 20 janvier 1981. 